# Иванич, Мирко
Ми́рко Ива́нич (серб. Мирко Иванић; род. 13 сентября 1993, Бачки-Ярак) — сербский футболист, полузащитник клуба «Црвена звезда» и сборной Черногории.

## Клубная карьера
Мирко является воспитанником «Войводины» из Нови-Сада.
В 2012 году полузащитник был переведён в основной состав и тут же отдан в аренду сроком на один год в «Пролетер», выступавший в Первой лиге Сербии. Дебютный матч провёл 22 сентября 2012 против «Младости», выйдя на замену в конце встречи. 10 ноября отметился первым забитым голом в игре с клубом «Чукарички». Всего в сезоне 2012/2013 полузащитник принял участие в 24 играх и забил 5 мячей. Летом 2013 года, вернувшись в «Войводину», Мирко дебютировал в еврокубках, появившись на поле в конце встречи квалификации Лиги Европы с венгерским клубом «Гонведом». Вскоре Иванич вновь был арендован «Пролетером».
В конце осени 2013 года в связи с решением руководства «Войводины» об омоложении состава Иванич был отозван из аренды. 22 марта 2014 года провёл дебютную игру за клуб из Нови-Сада. 3 мая 2014 года в игре с «Явором» отметился забитым мячом, ставшим для Мирко первым в Суперлиге Сербии.
Иванич стал обладателем Кубка Сербии 2013/14, приняв участие в финальном матче с «Ягодиной», в котором полузащитник записал на свой счёт результативную передачу.
2 февраля 2016 года было объявлено о переходе серба в белорусский ФК «БАТЭ». В новой команде Иванич взял 10-й номер. Иванич стал самым дорогим трансфером в истории БАТЭ, сумма перехода вместе с бонусами составляет по разным данным от 1 до 1,5 млн евро.
В феврале 2019 года перешел в клуб «Црвена звезда». Сумма трансфера составила 1,3 млн евро. Он выбрал майку под номером 8, которую ранее носил его бывший одноклубник по «Воеводине» Деян Мелег, которого отправили в аренду греческому клубу «Левадиакос».

## Карьера в сборной
Иванич дебютировал за сборную Сербии до 21 года в товарищеском матче против итальянцев 30 марта 2015 года. Впоследствии он был вызван в сборную для участия в чемпионате Европы среди молодёжных команд в 2015 году, но не смог приехать. Однако позже Иванич был вызван в национальную сборную Черногории для участия в отборочном матче чемпионата мира по футболу 2018 против Польши 26 марта 2017 года. В матче против Польши, в котором Черногория проиграла 1:2, Иванич дебютировал, выйдя на поле вместо Дамира Кояшевича на 80-й минуте. 27 марта 2018 года он забил свой первый гол за национальную сборную в игре  против Турции (2:2). Несмотря на вызов в июне 2019 года, Иванич (вместе с Филипом Стойковичем и сербским тренером Любишой Тумбаковичем) отказался играть за сборную против Косово в матче отборочного турнира чемпионата Европы 2020 года. На следующий день Тумбакович был уволен за свои действия, а Федерация футбола Черногории также заявила, что «сожалеет» о решении Стойковича и Иванича. С тех пор Иванич не играл за сборную Черногории.

## Достижения

### Командные
«Войводина»
- Обладатель Кубка Сербии: 2013/14

БАТЭ
- Обладатель Суперкубка Беларуси (2): 2016, 2017
- Чемпион Беларуси (3): 2016, 2017, 2018

«Црвена звезда»
- Чемпион Сербии (5): 2018/19, 2019/20, 2020/21, 2021/2022, 2022/23
- Обладатель Кубка Сербии (2): 2020/21, 2021/22

### Личные
- Включён БФФ в список 22 лучших футболистов чемпионата Беларуси: 2017, 2018

## Клубная статистика
| Клуб             | Сезон            | Лига             | Лига | Лига | Кубки | Кубки | Еврокубки | Еврокубки | Итого | Итого |
| Клуб             | Сезон            | Турнир           | Игры | Голы | Игры  | Голы  | Игры      | Голы      | Игры  | Голы  |
| ---------------- | ---------------- | ---------------- | ---- | ---- | ----- | ----- | --------- | --------- | ----- | ----- |
| Пролетер         | 2012-13          | Первая лига      | 24   | 5    | 1     | 0     | 0         | 0         | 25    | 5     |
| Пролетер         | 2013-14          | Первая лига      | 15   | 6    | 1     | 0     | 0         | 0         | 16    | 6     |
| Итого            | Итого            | Итого            | 39   | 11   | 2     | 0     | 0         | 0         | 41    | 11    |
| Войводина        | 2013-14          | Суперлига        | 10   | 2    | 2     | 0     | 1         | 0         | 13    | 2     |
| Войводина        | 2014-15          | Суперлига        | 26   | 10   | 2     | 0     | 2         | 1         | 30    | 11    |
| Войводина        | 2015-16          | Суперлига        | 20   | 8    | 2     | 0     | 8         | 2         | 30    | 10    |
| Итого            | Итого            | Итого            | 56   | 20   | 6     | 0     | 11        | 3         | 73    | 23    |
| БАТЭ             | 2016             | Высшая лига      | 26   | 6    | 6     | 2     | 6         | 0         | 38    | 8     |
| БАТЭ             | 2017             | Высшая лига      | 27   | 4    | 6     | 3     | 12        | 4         | 45    | 11    |
| БАТЭ             | 2018             | Высшая лига      | 25   | 7    | 7     | 5     | 11        | 2         | 43    | 14    |
| Итого            | Итого            | Итого            | 78   | 17   | 19    | 10    | 29        | 6         | 126   | 33    |
| Црвена звезда    | 2018/19          | Суперлига Сербии | 14   | 1    | 4     | 2     | 0         | 0         | 18    | 3     |
| Црвена звезда    | 2019/20          | Суперлига Сербии | 19   | 2    | 2     | 1     | 10        | 0         | 31    | 3     |
| Црвена звезда    | 2020/21          | Суперлига Сербии | 33   | 16   | 5     | 1     | 10        | 3         | 48    | 20    |
| Црвена звезда    | 2021/22          | Суперлига Сербии | 5    | 2    | 0     | 0     | 0         | 0         | 5     | 2     |
| Итого            | Итого            | Итого            | 71   | 21   | 11    | 3     | 20        | 3         | 102   | 27    |
| Всего за карьеру | Всего за карьеру | Всего за карьеру | 244  | 69   | 38    | 13    | 60        | 12        | 342   | 94    |

## Игры за сборную
| Год              | ЧМ-2018 | ЧМ-2018 | ЛН-2019 | ЛН-2019 | ЧЕ-2020 | ЧЕ-2020 | ТМ   | ТМ   | Итого | Итого |
| Год              | Игры    | Голы    | Игры    | Голы    | Игры    | Голы    | Игры | Голы | Игры  | Голы  |
| ---------------- | ------- | ------- | ------- | ------- | ------- | ------- | ---- | ---- | ----- | ----- |
| 2017             | 5       | 0       | 0       | 0       | 0       | 0       | 0    | 0    | 5     | 0     |
| 2018             | 0       | 0       | 6       | 0       | 0       | 0       | 2    | 1    | 8     | 1     |
| 2019             | 0       | 0       | 0       | 0       | 2       | 0       | 0    | 0    | 2     | 0     |
| Всего за карьеру | 5       | 0       | 6       | 0       | 2       | 0       | 2    | 1    | 15    | 1     |